# GLinux
gLinux es una distribución de Linux, basada en Debian Testing, utilizada como sistema operativo para las estaciones de trabajo usadas en Google. El equipo de desarrollo de Google gLinux construye el sistema a partir del código de fuente de Debian, introduciendo sus propios cambios. gLinux reemplazó la anterior distribución, basada en Ubuntu, llamada Goobuntu